# Faro Punta Tortuga
Faro Punta Tortuga es un faro chileno ubicado en Coquimbo. Fue inaugurado el 1 de junio de 1886 y debe su nombre a la forma desde el mar cuando se hace ingreso a la bahía de Coquimbo. Faro habitado.

## Historia
Fue construido por el ingeniero Enrique Siemsen e inaugurado el 1 de junio de 1886. Posteriormente se construiría su casa de pino oregón en 1905.